# Campeonato Mundial de Piragüismo en Maratón de 2019
El XXVII Campeonato Mundial de Piragüismo en Maratón se celebró en Shaoxing (China) entre el 17 y el 20 de octubre de 2019 bajo la organización de la Federación Internacional de Piragüismo (ICF).
Shaoxing 2019 tuvo como novedad la categoría Short, que consisten en carreras de 3.60 km. y dos porteos.

## Resultados

### Short

#### Masculino
| Evento | Oro                                    | Plata                                     | Bronce                                     |
| ------ | -------------------------------------- | ----------------------------------------- | ------------------------------------------ |
| C1     | Diego Romero Fraga · España · 16:17,54 | Manuel Antonio Campos · España · 16:18,86 | Jakub Brezina · República Checa · 16:24,15 |
| K1     | Cyrille Carre Francia 14:20,20         | Jeremy Candy Francia 14:21,51             | Franco Balboa Argentina 14:27,35           |

#### Femenino
| Evento | Oro                                 | Plata                              | Bronce                                 |
| ------ | ----------------------------------- | ---------------------------------- | -------------------------------------- |
| C1     | Liudmyla Babak · Ucrania · 19:20,43 | Zsófia Kisban · Hungría · 19:30,85 | Ying Wang China 19:43,05               |
| K1     | Vanda Kiszli · Hungría · 15:40,29   | Kristina Bedec Serbia 15:41,38     | Eva Barrios Marcos · España · 15:45,44 |

### Maratón clásico

#### Masculino
| Evento | Oro                                                      | Plata                                                  | Bronce                                           |
| ------ | -------------------------------------------------------- | ------------------------------------------------------ | ------------------------------------------------ |
| C1     | Manuel Antonio Campos · España · 02:05:31                | Jakub Brezina · República Checa · 02:05:42             | Kirill Shamshurin · Rusia · 02:05:50             |
| C2     | Manuel Antonio Campos · Diego Romero · España · 01:59:06 | Mateusz Zuchora · Mateusz Borgiel · Polonia · 01:59:29 | Daniel Lazco · Gergely Nagy · Hungría · 02:00:33 |
| K1     | Mads Pedersen Dinamarca 02:08:34                         | José Ramalho Portugal 02:08:35                         | Franco Balboa Argentina 02:07:36                 |
| K2     | Jeremy Candy Quentin Urban Francia 01:58:45              | Adrián Boros · Krisztian Mathe · Hungría · 01:58:50    | Franco Balboa Dardo Balboa Argentina 01:58:55    |

#### Femenino
| Evento | Oro                                                     | Plata                                               | Bronce                                         |
| ------ | ------------------------------------------------------- | --------------------------------------------------- | ---------------------------------------------- |
| C1     | Liudmyla Babak · Ucrania · 01:19:30                     | Caiyun Xin China 01:21:84                           | Zsófia Kisban · Hungría · 01:21:56             |
| K1     | Vanda Kiszli · Hungría · 02:03:06                       | Zsófia Zcellái-Vörös · Hungría · 02:03:13           | Lizzie Broughton Reino Unido 02:03:17          |
| K2     | Renáta Csay · Zsófia Zcellái-Vörös · Hungría · 01:59:30 | Tania Fernández · Tania Álvarez · España · 01:59:33 | Irati Osa · Arantza Toledo · España · 01:59:59 |

## Medallero
| Núm. | País            | Oro | Plata | Bronce | Total |
| ---- | --------------- | --- | ----- | ------ | ----- |
| 1    | Hungría         | 3   | 3     | 2      | 8     |
| 2    | España          | 3   | 2     | 2      | 7     |
| 3    | Francia         | 2   | 1     | 0      | 3     |
| 4    | Ucrania         | 2   | 0     | 0      | 2     |
| 5    | Dinamarca       | 1   | 0     | 0      | 1     |
| 6    | República Checa | 0   | 1     | 1      | 2     |
| 6    | China           | 0   | 1     | 1      | 2     |
| 8    | Portugal        | 0   | 1     | 0      | 1     |
| 8    | Polonia         | 0   | 1     | 0      | 1     |
| 8    | Serbia          | 0   | 1     | 0      | 1     |
| 11   | Argentina       | 0   | 0     | 3      | 3     |
| 12   | Rusia           | 0   | 0     | 1      | 1     |
| 12   | Reino Unido     | 0   | 0     | 1      | 1     |
|      | TOTAL           | 11  | 11    | 11     | 33    |